# Kamenica (Stragari)
Pour les articles homonymes, voir Kamenica.
Kamenica (en serbe cyrillique : Каменица) est un village de Serbie situé dans la municipalité de  Stragari (Kragujevac), district de Šumadija. Au recensement de 2011, il comptait 331 habitants.

## Géographie
Kamenica est située à 10 km de Stragari, sur les pentes sud-est des monts Rudnik et sur les bords de la rivière Gruža. Le territoire de la communauté locale de Kamenica couvre une superficie d'environ 2 700 ha, dont près de  1 400 ha de forêts. Le village est également traversé par la Kamenička reka, un ruisseau qui prend sa source au pied du mont Molitve, un pic du Rudnik qui s'élève à 1 096 m d'altitude ; le ruisseau se jette dans la Gruža. Ce village, typique de la région de Šumadija, se caractérise par son habitat dispersé.

## Démographie
| 1948  | 1953  | 1961 | 1971 | 1981 | 1991 | 2002 | 2011 |
| ----- | ----- | ---- | ---- | ---- | ---- | ---- | ---- |
| 1 227 | 1 077 | 935  | 769  | 637  | 495  | 431  | 331  |

|  |

## Économie
La population de Kamenica vit essentiellement de l'agriculture et de l'élevage.